# Dikrella lurida
Dikrella lurida är en insektsart som beskrevs av Ruppel och Delong 1953. Dikrella lurida ingår i släktet Dikrella och familjen dvärgstritar. Inga underarter finns listade i Catalogue of Life.